# 赤間町

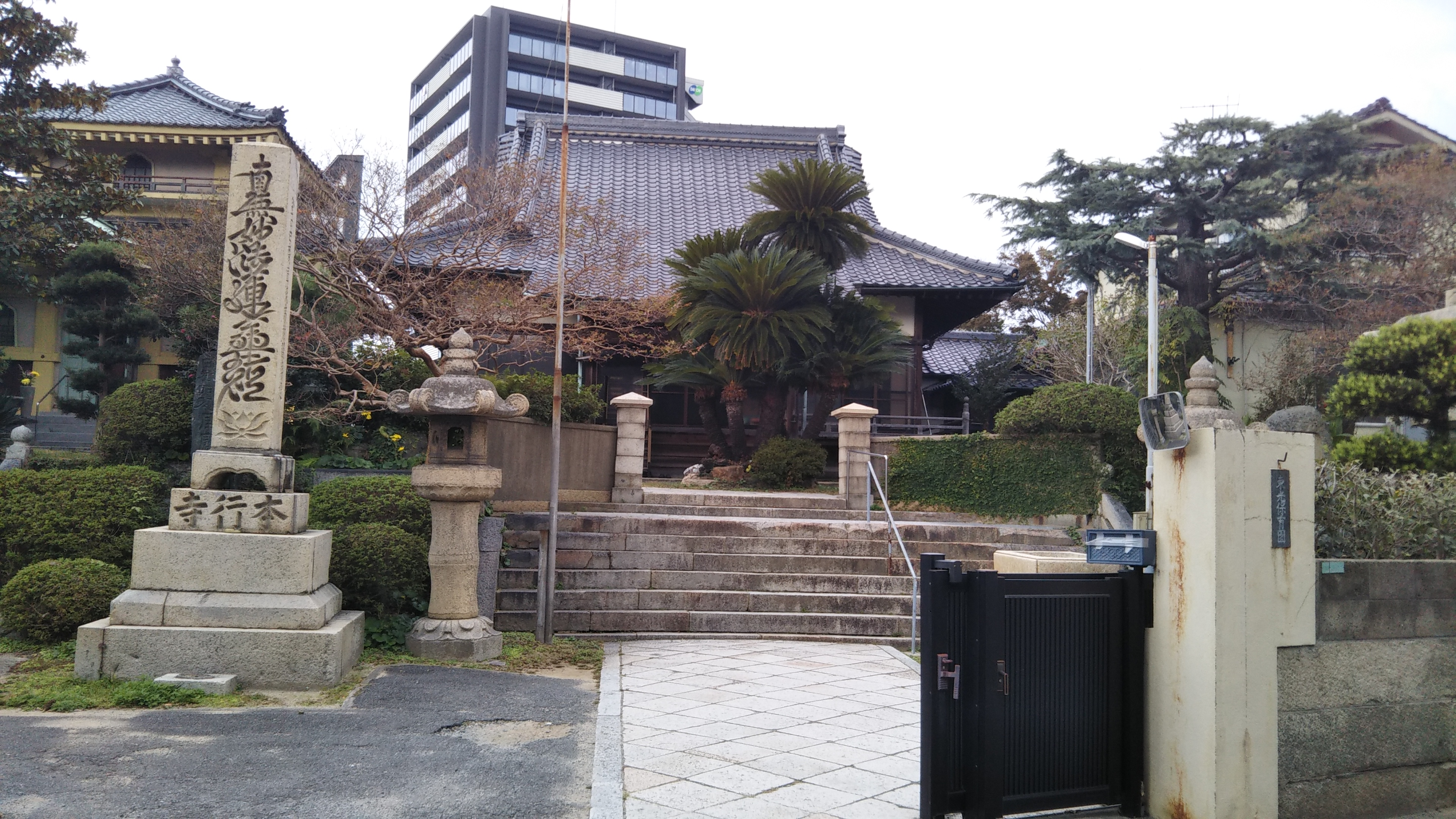
下関市にある本行寺。敷地内には東光保育園がある。

赤間町（あかまちょう）は、山口県下関市にある地名。郵便番号は750-0007。当地域の人口は419人（平成27年国勢調査による。）。

## 地理
下関市の南部に位置する。北は幸町、東は宮田町、南は中之町と唐戸町、東は田中町に隣接する。

## 歴史

### 地名の由来
江戸時代の頃から見られる地名でかつて下関を赤間関といい、赤間町は商業の中心として栄えたため、赤間町と名付けられた。元文4年(1739年)の『地下上申絵図』には｢赤間丁｣とある。

### 沿革
- 大同4年(809年)9月7日 - 末広稲荷神社を創始。赤間関では最古の神社である[3]。
- 元応?年(1320年頃) - 教法房浄信が教法寺を創建[3]。
- 天文18年(1549年) - 本能寺八世伏見宮法親王日承上人が妙福寺といわれる廃寺を本行寺に改称して再建[3]。
- 元亀2年(1571年)5月 - 本行寺堂宇が完工し、本能寺の末寺となる[3]。
- 慶長6年(1601年)8月 - 教法寺で二世の正誓が行われ、本山から寺号を許可される[3]。
- 享保3年(1718年) - 大火で本行寺が焼失したが、法名日啓上人が再興[3]。
- 弘化元年(1845年) - 末繁令輔が寺子屋を開設。のち文久3年(1863年)には廃止[2]。
- 文久3年(1863年) - 撰鋒隊の宿舎であった教法寺で撰鋒隊と奇兵隊とが争う[3](教法寺事件)。
- 明治34年(1901年)イギリス領事館を開設。5年後には今の唐戸町に移設[2]。
- 大正4年(1915年) - 映画館｢東館｣が開館。のち戦後に廃業[2]。
- 昭和20年(1945年)
末広稲荷神社の社殿を焼失。のち昭和61年(1986年)に再建[3]。
本行寺にあった加藤清正の陣羽織や豊臣秀吉の裃(かみしも)を焼失[3]。

### 地区の変遷
- 昭和29年の地区変更
一部が中之町、唐戸町となり、関後地村、西之端町、田中町、奥小路町、裏町、中之町、稲荷町の一部を編入した[2]。
- 昭和31年の地区変更
昭和29年で一部を編入した西之端町、稲荷町を合併(編入)した[2]。
- 昭和39年の地区変更
一部が中之町、宮田町1丁目となった[2]。

## 小・中学校の学区
市立小・中学校に通う場合、学区は以下の通りとなる。
| 町丁   | 番・番地 | 小学校             | 中学校             |
| ------ | -------- | ------------------ | ------------------ |
| 赤間町 | 全域     | 下関市立名池小学校 | 下関市立名陵中学校 |

## 施設・史跡
- 末広稲荷神社(祭神:倉稲魂命[3])
- 教法寺(浄土真宗、光国山、本尊阿弥陀如来[3])
- 本行寺(法華宗、清照山、本尊十界大曼荼羅[3])
- 私立東光保育園[5]